# Garaeus phthinophylla
Garaeus phthinophylla är en fjärilsart som beskrevs av Louis Beethoven Prout 1928. Garaeus phthinophylla ingår i släktet Garaeus och familjen mätare. Inga underarter finns listade i Catalogue of Life.